# تری جونز
تری جونز (به انگلیسی: Terry Jones) با نام کامل تری گراهام پِری جونز (زادهٔ ۱ فوریهٔ ۱۹۴۲ – درگذشته ۲۰ ژانویهٔ ۲۰۲۰) یک هنرپیشه و کارگردان فیلم اهل ولز بود.

## فیلم‌شناسی
در این فهرست، تری جونز، کارگردان، نویسنده، یا بازیگر بوده است.

### تلویزیون
- سیرک پرنده مانتی پایتان (۱۹۶۹-۱۹۷۴)
- پخش زنده شنبه شب (۱۹۷۸)
- شهر دایناسورها (مینی سریال) (۲۰۰۲)

### فیلم
- مانتی پایتون و جام مقدس (۱۹۷۵)
- زندگی برایان (۱۹۷۹)
- معنای زندگی از مانتی پایتان (۱۹۸۳)
- مارپیچ (۱۹۸۶)
- خدمات شخصی (۱۹۸۷)
- اریک وایکینگ (۱۹۸۹)
- استریکس و اوبلیکس گرفتن سزار (۱۹۹۹)
- مطلقاً هرچیزی (۲۰۱۵)